# Ritualuri din zourkhaneh sau „Casa puterii”

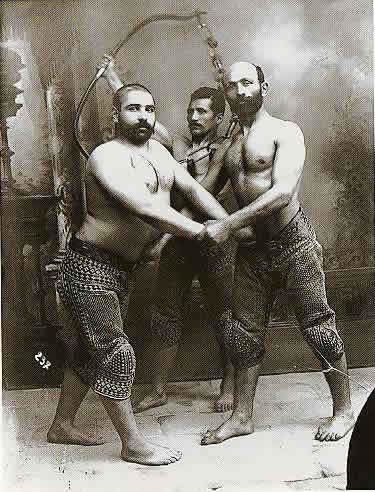
Portret de studio, trei luptători persani de Antoin Sevruguin, c.1890

Format:Infobox intangible heritage
Ritualurile „pahlevani” (din persanul „پهلوان” adică „erou”, dar desemnând un stil tradițional iranian de atletism și lupte sportive) din „Zourkhaneh” sau „Casa puterii”, cum este denumirea înscrisă de către UNESCO pentru varzesh-e pahlavāni (persană آیین پهلوانی و زورخانه‌ای   , literalmente „sportul eroilor”)  sau varzesh-e bāstāni ( ورزش باستانی ; varzeš-e bāstānī, „sport antic”), un sistem tradițional de atletism folosit inițial pentru antrenarea războinicilor din Iran ( Persia ) și Afganistan .    În afara Iranului și Afganistanului, zourkhaneh-urile pot fi găsite și în Azerbaidjan și au fost deschise și în Irak la mijlocul secolului al XIX-lea de către imigranții iranieni, unde par să fi existat până în anii 1980.  Acest tip de antrenament sportiv combină artele marțiale cu calistenia, antrenamentul de forță și muzica. Recunoscut de către UNESCO ca cel mai vechi tip de formare de lungă durată din lume, „varzesh-e pahlavāni” combină elemente ale culturii pre-islamice persane (în special zoroastrianismul, mitraismul și gnosticismul ) cu spiritualitatea islamului șia și sufismului . Practicate într-o structură cu cupolă numită zourkhāneh, sesiunile de antrenament constau în principal din mișcări gimnastice rituale, punctul culminant cuprinzând nucleul practicii de luptă, o formă de supunere-luptă numită koshti pahlavāni .

## Istorie

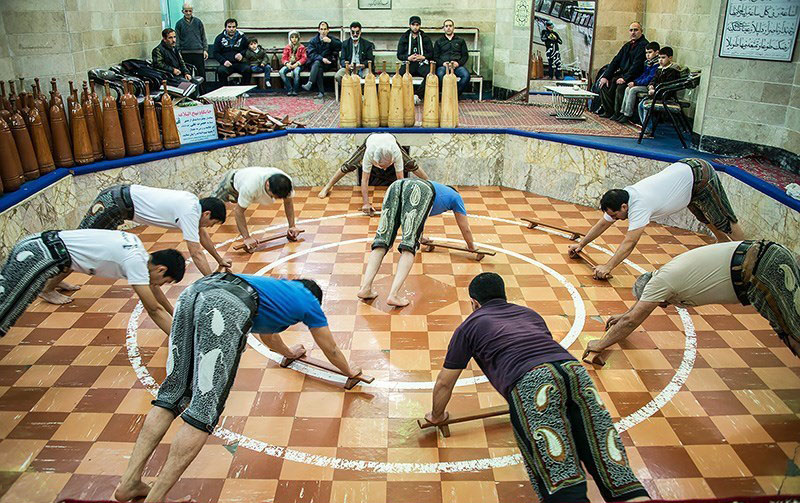
Flotări în timpul antrenamentului

Lupta tradițională iraniană (koshti) datează din perioada Persiei antică și s-a spus că a fost practicată de Rustam, eroul mitologic iranian al epopeii Shahnameh. În timp ce stilurile populare erau practicate ca sport de fiecare grup etnic din diferite provincii, lupta corp la corp era considerată specialitatea zourkhāneh-urilor. Scopul inițial al acestor instituții a fost de a instrui oamenii ca războinici și de a le insufla un sentiment de mândrie națională în așteptarea viitoarelor bătălii.  Design-ul și ritualurile mitraice ale acestor academii demonstrează originea sa partă (132 î.Hr. - 226 d.Hr.). Sistemul de antrenament din zourkhaneh este ceea ce este acum cunoscut sub numele de varzesh-e bastani, iar forma sa particulară de lupte a fost numită koshti pahlevani, după cuvântul part pahlevan care înseamnă erou. 
Când arabii au invadat Persia în jurul anului 637 e.n., zourkhāneh-urile au servit drept locuri secrete de întâlnire unde luptătorii se antrenau și mențineau viu spiritul de solidaritate și patriotism. Invadatorii au vizat în mod repetat casele puterii pentru a descuraja rebelii, dar altele noi ar fi întotdeauna organizate într-o altă locație. După răspândirea Islamului Shia și, în special, după dezvoltarea sufismului în secolul al VIII-lea, varzesh-e pahlavani a absorbit din acestea componente filozofice și spirituale. Imnurile religioase au fost încorporate în instruire, iar primul imam șiit, Imam Ali, a fost ales ca patron al zourkhāneh-urilor.
Varzesh-e bastani a fost deosebit de popular în secolul al XIX-lea, în timpul domniei șahului  Nāser al-Din Shāh Qājār (1848–1896). În fiecare an în data de 21 martie, de Nowruz (noul an iranian), competițiile aveau loc în curtea șahului, iar șahul însuși îi dădea campionului o banderolă pentru braț (bazoo-band). Importanța acestui sportul a scăzut în urma ascensiunii dinastiei Pahlavi în anii 1920 și a campaniilor de modernizare ulterioare ale lui Reza Shah, care a văzut sportul ca pe o relicvă a ritualului qajar . Fiul lui Reza Shah, Mohammad Reza Pahlavi, a avut o abordare diferită, punând accent pe vechile rădăcini persane ale Iranului ca o alternativă la identitatea națiunilor mai puțin dezvoltate din Orientul Mijlociu, puternic bazată pe Islam. El a încercat să reînvie tradiția și a practicat-o el însuși, iar în timpul domniei sale au avut loc ultimele competiții naționale. 
După Revoluția iraniană din 1979, tradiția și-a pierdut o parte din popularitate, dar acest lucru nu a durat, totuși, întrucât Republica Islamică a promovat în cele din urmă varzesh-e bastani ca simbol al mândriei și culturii iraniene. Astăzi, varzesh-e pahlavāni este recunoscut drept motivul pentru care iranienii sunt câștigători obișnuiți la evenimentele internaționale de lupte și de ridicare a greutăților.
Problema atragerii membrilor mai tineri a fost o chestiune majoră de multă vreme. Sugestiile au inclus îmbunătățirea practicii și distribuirea sarcinilor între membrii mai tineri în loc de a se respecta strict vârsta și vechimea. IZSF (International Zurkhaneh Sports Federation) a fost înființat ca răspuns la acest aspect și este, în prezent, organul de conducere mondial pentru toate zourkhāneh-urile. În ultimii ani, sportul pare să câștige popularitate în țările adiacente Iranului, inclusiv Irak și Afganistan.  

## Zourkhāneh, „Casa puterii”
Sala de sport tradițională în care varzesh-e bastani este practicat este cunoscută sub numele de zourkhaneh ( persană زورخانه   , scris și zoorkhāneh și zurkhāneh ), literalmente „casa puterii”. Aceste săli de sport sunt structuri acoperite cu o singură deschidere în tavan, cu o adâncitură octogonală sau circulară  cu 1m adâncime în centru ( gaud ).  În jurul acestei adâncituri este o secțiune pentru public, una pentru muzicieni și una pentru sportivi. Un portret al Imamului Ali este agățat pe peretele fiecărui zourkhāneh. Un membru aspirant poate fi un bărbat din orice clasă socială sau religie, dar trebuie mai întâi să petreacă cel puțin o lună urmărind ritualurile din public, înainte de a se putea alătura ceremonialului. În mod tradițional, zourkhāneh-urile nu cereau nicio plată de la sportivii lor și depindeau în schimb de donații publice. În schimb, acestea ofereau servicii și protecție comunității. Un exemplu este ceremonia de „aruncare a florilor”, în care sportivii țineau meciuri de tip koshti (lupte) și alte manifestări de forță pentru a strânge fonduri pentru cei nevoiași. Astăzi există 500 de zourkhaneh în Iran și fiecare are legături puternice cu comunitatea locală. Zourkhaneh-urile au avut în mod obișnuit afiliații politice puternice, fie pledând, fie denunțând anumite guverne; Qassem Soleimani, un susținător al ayatollahului Ruhollah Khomeini, pe atunci exilat, și mai târziu comandantul Forței Quds, a făcut parte dintr-un zourkhāneh în adolescență.  Se spune că acest tip de diplomație sportivă este o extensie naturală a naturii patriotice a antrenamentului zourkhāneh care datează din zilele în care „pahlevanan”- eroii- serveau la curtea șahului. 

## Ritualuri și practici
Ritualurile „bastani” (antice) imită practicile și tradițiile ordinelor sufite, după cum reiese din terminologii precum murshed sau morshed („stăpân”), pishkesvat („lider”), tāj („coroană”) și faqr („mândrie”). Etica este, de asemenea, similară cu idealurile sufite, subliniind puritatea inimii. Fiecare sesiune începe cu laude evlavioase aduse profetului Mohammad și familiei sale. Morshed-ul dictează ritmul bătând un tambur de calici (zarb) în timp ce recită poezii și povești gnostice din mitologia persană . Fiind cel mai important membru al zourkhāneh, morshe-dul conduce sesiuni de rugăciune și îi stimulează pe sportivi cu poezii întru lauda imamilor șiiți și cu extrase din Shahnameh . Cântarea în sine a servit odată ca o formă de educație orală, transmițând cunoștințe sociale, coduri morale și învățături religioase, războinicilor în pregătire. 

## Federația Internațională Sportivă Zurkhāneh
Federația Sportivă Internațională Zurkhāneh (IZSF) a fost înființată la 10 octombrie 2004 pentru a promova varzesh-e pahlavāni la nivel global. IZSF își propune să reglementeze și să standardizeze regulile pentru „koshti pahlevani„ și să organizeze festivaluri și competiții internaționale. În 2010 a început să reglementeze și să organizeze festivaluri para-zourkhāneh pentru sportivi cu dizabilități. Șaptezeci și două de țări sunt în prezent membre ale IZSF. 
- Primul Campionat Koshti Pahlevani (Cupa Președintelui Tadjikistan), 8-9 septembrie 2005.
- Primul Festival Internațional Sportiv Zurkhaneh al Orașelor Lumii. Mashhad, IR Iran, 11-16 noiembrie 2005.
- Primul turneu sportiv Zurkhaneh al studenților din universitățile asiatice din Universitatea Shomal din Amol, IR Iran, 15 noiembrie 2006.
- Primul Festival Asiatic Zurkhaneh din Teheran, IR Iran, 18-24 noiembrie 2006.
- Primul Festival European de Sport Zurkhaneh din Saarbrücken, Germania. 26-31 martie 2007.
- Al doilea turneu internațional Zurkhaneh Sports din Insula Kish, IR Iran, 16-20 februarie 2008.
- Al doilea campionat asiatic de sport Zurkhaneh de la Kathmandu, Nepal, 22-27 iulie 2008.
- Primul Campionat Mondial de Sport Zurkhaneh, în timpul celui de-al patrulea Busan TAFISA Sport For All Games, Coreea de Sud, 26 septembrie - 2 octombrie 2008.
- Prima Cupă Mondială de Sport Zurkhaneh, Baku, Azerbaidjan, 13-17 martie 2009.
- Primul turneu internațional sportiv Zurkhaneh (Cupa Ferdowsi), Dushanbeh, Tadjikistan, 12-16 mai 2009.
- Al doilea Campionat European de Sport Zurkhaneh, Frankfurt, Germania, 13-17 decembrie 2009.
- Primul turneu internațional sportiv Zurkhaneh (Cupa Ferdowsi), Dushanbeh, Tadjikistan, 10-13 iulie 2010.
- Cea de-a doua Cupă Mondială de Sport Zurkhaneh, Konya, Turcia, 20-25 octombrie 2010.
- Primul Campionat European Junior Zurkhaneh Sports, Minsk, Belarus, 25-29 noiembrie 2010.
- Primul Campionat Sportiv Junior Zurkhaneh din Asia (Cupa Ferdowsi), Dushanbeh, Tadjikistan, 4-7 decembrie 2010.
- Primul Campionat Sportiv Asiatic Para Zurkhaneh (Cupa Ferdowsi), Dushanbeh, Tadjikistan, 8 decembrie 2010.
- Primul campionat sportiv african Zurkhaneh, Mozambic
- Al treilea campionat sportiv asiatic Zurkhaneh din Dhaka, Bangladesh, septembrie 2012.
- Al treilea Campionat European de Sport Zurkhaneh, în timpul Jocurilor TAFISA Sport For All, Palanga, Lituania, iulie 2012.
- Al patrulea campionat sportiv asiatic Zurkhaneh din Kathmandu, Nepal, septembrie 2013.
- Al V-lea Campionat Sportiv Asiatic Zurkhaneh din Tabriz, IR Iran
- Al doilea campionat african Zurkhaneh Sports & Pahlavani, Addis Abeba Etiopia
- Al 2-lea Campionat Mondial Zurkhaneh și Kosthi Pahlavani în Al 6-lea TAFISA World Sports for All Games, Jakarta, Indonezia
- Al patrulea joc de solidaritate islamică, Baku, Azerbaidjan ( detalii )

## Informații suplimentare
- Abassi, Mehdi (1984). Tarikh-e Koshtigari dar Iran (Istoria luptei în Iran). Teheran
- Beizai, Hossein Parto (1967). Tarikh-e Varzesh-e Bastani (Zoorkhaneh) . Teheran
- Video documentar al instruirii Zurkhaneh
- Video Google pe „Zurkhaneh”
- Luijendijk, DH, 2006, Zoor Khane, Ancient Martial Art of Iran, Boulder, SUA
- Rapoarte PDF pe Zurkhaneh.com

- Federația Internațională Zoorkhneh Arhivat în 5 decembrie 2022, la Wayback Machine.

1. ↑  „official IZSF”. Arhivat din original la 5 decembrie 2022. Accesat în 31 mai 2021.
2. ↑  Shay, Anthony; Sellers-Young, Barbara (2005). Belly Dance: Orientalism, Transnationalism, and Harem Fantasy (în engleză). Mazda Publishers. ISBN 978-1-56859-183-4. the zurkhaneh exercises of Iran, Afghanistan, and Azerbaijan
3. ↑  Afghanistan, Foreign Policy & Government Guide (în engleză). International Business Publications, USA. 2000. ISBN 978-0-7397-3700-2. UNIVERSAL SPORTS PLAYED IN AFGHANISTAN Wrestling ( Palwani )
4. ↑  Elias, Josie; Ali, Sharifah Enayat (1 august 2013). Afghanistan: Third Edition (în engleză). Cavendish Square Publishing, LLC. ISBN 978-1-60870-872-7. Wrestling, or Pahlwani (pahl-wah-NEE), is popular with men all over the country.
5. ↑  Ritualuri din zourkhaneh sau „Casa puterii” la Encyclopædia Iranica
6. ↑  Nekoogar, Farzad (1996). Traditional Iranian Martial Arts (Varzesh-e Pahlavani). pahlvani.com: Menlo Park. Accessed: 2007-02-08
7. ↑  CHN News (November 25, 2005). Iran's Neighbours to Revive Iran's Varzesh-e Pahlevani Arhivat în 24 aprilie 2012, la Wayback Machine.. Accessed: 2007-02-08
8. ↑  Bashiri, Iraj (2003). Zurkhaneh. Accessed: 2007-02-08
9. ↑  Merat, Arron. „What America needs to understand about Qasim Soleimani” (în engleză). Accesat în 23 ianuarie 2020.
10. ↑  „IZSF official website”. Arhivat din original la 5 decembrie 2022. Accesat în 31 mai 2021.